# Quando amor comanda
Quando amor comanda ovvero L'amante intraprendente è una commedia teatrale di Tiberio Fiorilli.

## Storia
È l'unico testo conosciuto di Tiberio Fiorilli. L'opera fu ritrovata nel 1925 da Gian Maria Cominetti nella biblioteca della Comédie-Française. Il canovaccio era diviso in due volumi che riportavano rispettivamente il taglio delle sequenze e tutte le battute dei personaggi. Tutto questo a confutare la tesi di chi sostiene che, prima della riforma goldoniana, nessun attore recitasse un testo predeterminato e formalizzato. L'opera assume una notevole importanza quale testimonianza dell'Arte dei Comici Italiani a Parigi. Tiberio Fiorilli (Scaramouche) interpretava in essa la parte del Capitan Spavento e la sua arte e bravura fecero scuola al grande Molière, con cui Fiorilli condivideva lo spazio del teatrale del Pétit Bourbon. Il testo completo fu pubblicato in Italia nell'agosto del 1943, ma poi nuovamente dimenticato. Nel 1960, Vittorio Cottafavi (1914-1998) ne promuoveva una versione cinematografica: nel cast  Arnoldo Foà interpretava la parte che fu di Fiorilli, insieme ad Achille Millo, Elio Pandolfi e altri attori.

## Trama
Capitan Spavento e Messer Babio sono i tutori di Lucinda, una ragazza orfana innamorata di Leandro. I due tutori vogliono impedire il matrimonio tra i due giovani, poiché perderebbero il suo ingente capitale. Sarà Leandro a dover escogitare un piano per contrastare le loro azioni.